# 고려성
고려성(高麗城)은 현재 중화인민공화국의 땅에 있는 고려성유지(高麗城遺址)라고도 불리는 성으로 길림성(吉林省) 안도현(安圖縣) 송강진(松江鎭) 송강둔(松江屯) 서북쪽, 내몽고자치구 적봉시 임서현(内蒙古自治区赤峰市林西县) 북쪽 50Km지점에 있는 백탑자(白塔子), 하북성 진황도시 무녕현 온천보(河北省秦皇岛市抚宁县温泉堡村)의 북쪽 산중 고씨촌(高氏村) 등에 있는데 현지인들은 고려성이라고 부르고 있다.

## 위치

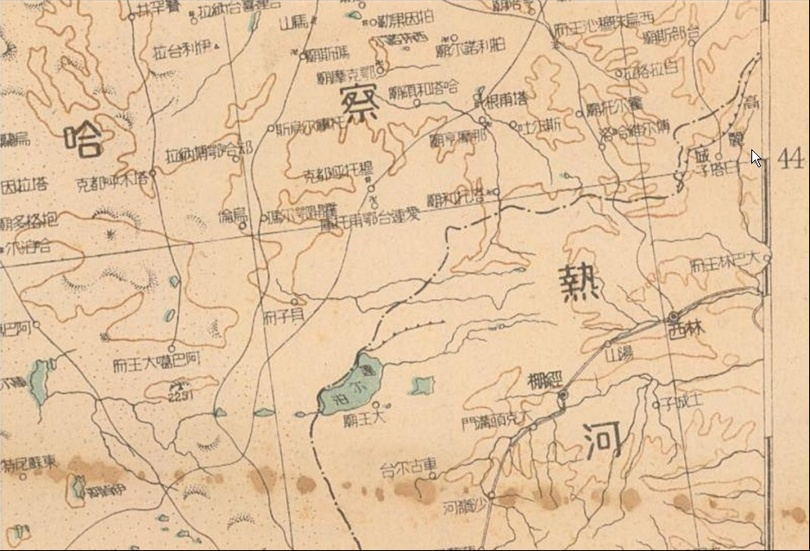
중국 길림성에 존재하고 있는 고려성(高麗城)

고려성은 중화인민공화국 북동부에 있는 성으로 현재 둥베이[东北] 지역 중부에 있으며, 남동쪽으로 북한·러시아와 인접하여 있다. 관화로 지린성라 하며 길림성(吉林省, 병음 Jílín Shěng, 만주어 girin ula) 안도현(安圖縣) 송강진(松江鎭) 송강둔(松江屯)에서 서북쪽으로 6km 떨어진 곳에 있다. 송강진은 소사하향(小沙河鄕)과 접경한 산등성이 남쪽 기슭에 있고, 남쪽으로 이도강과는 350m, 서북쪽으로 소사하향 사하둔(沙河屯)과 2km 떨어져 있다. 동쪽은 남쪽으로 뻗은 산등성이이다. 유지가 자리잡은 곳은 평탄하며 바람이 없고 볕이 잘 드는 지역으로, 면적은 동서 길이 140m, 남북 너비 100m이다. 이미 경작지로 개간되었다. 지면에는 많은 베무늬기와편들이 흩어져 있다. 그중에서 언강이 있는 기와·지압문 기와 등이 발견되었다. 현지인들은 이곳을 고려성이라고 부른다.
유지 가운데에는 중화민국 시기 사찰지가 있다. 유지 동쪽편에 건축 기단이 있는데 주변보다 약 1m정도 높다. 그 규모는 동서 길이 18m, 남북 너비 12m이다. 위쪽에는 커다란 초석·회색을 띤 네모 벽돌·니질홍갈도기편(泥質紅褐陶器片) 등이 흩어져 있는데, 이 유물들은 당연히 민국시기의 사찰지와 동일한 시기의 것들이다. 이 기단에서 동쪽으로 약 16m 떨어진 곳에 이미 무너져 버린 우물이 있다. 잔존 지름은 2.5m이다. 우물자리에서 서쪽으로 약 6m 떨어진 곳에도 연못 유지가 있는데, 그 지름은 4m, 깊이는 1.5~2m이다. 유지 규모와 흩어져 있는 유물에 근거하면 발해시기 비교적 큰 촌락유지이다.
이와는 별도로 현재 중화인민공화국에는 고려성의 유적들이 곳곳에 남아 있는데 그 중 대표적인 두곳을 소개한다. 하나는 내몽고자치구 적봉시 임서현(内蒙古自治区赤峰市林西县) 북쪽 50Km지점에 있는 백탑자(白塔子)에 있는 고려성이다. 지도는 1940년 10월에 중화민국 정부에서 발행한 몽고 지방지도의 한 부분으로 우측 북위 44도 부근에 고려성의 위치가 표시되어 있다. 이곳은 대흥안령산맥(大興安嶺山脈)을 뒤로하여 길게 성을 쌓았음을 볼 수 있다. 또 다른 한곳은 하북성 진황도시 무녕현 온천보(河北省秦皇岛市抚宁县温泉堡村)북쪽 산중 고씨촌(高氏村)에 있는 고려성으로 진황도시(秦皇岛市)에서 자동차로 온천보까지는 20분쯤 걸린다. 여기에는 고려성터와 우물이 남아 있다. 산 위에 있는 봉화대는 청나라 때까지 사용했다고 한다.

## 전해지는 이야기
고구려는 645년(보장왕4년)에 안시성에서 당태종(唐太宗)의 당군과의 전투에서 대승을 거둔다. 한쪽 눈까지 잃은 당태종은 전 병력을 후퇴시키지만 고구려군은 오골성까지 합세하여 총공격을 개시하고 요하(遼河)까지 추격하여 당나라 군대를 무수히 섬멸시킨다. 한편 안시성전투가 한창일 때 연개소문이 이끄는 고구려군 3만은 만리장성을 넘어 적봉진(赤峰鎭)을 따라 남하하여 당군의 퇴로를 차단한다. 당군은 진흙뻘로 이루어진 요택을 건너며 무수한 희생을 치르는데 병력이나 소와 말의 십중팔구가 여기서 죽었다고한다. 처참했던 당시 상황을 말해주는 장면이다.
소수의 병력이 구사일생으로 요택을 건넜지만 연개소문의 대군이 요소요소에서 길목을 막고서 당군을 공격하고 당태종을 사로잡기 위해 추격한다. 당태종은 군사옷으로 변장하였지만 결국 고구려군에게 포위당하여 포로가 되기 직전에 설인귀(薛仁貴)가 뛰어들어 겨우 구해내어 고구려군의 포위망을 뚫고 빠져나간다. 당군이 고구려군과 싸우는 틈에 당태종은 몇 명의 장수들과 일부의 병사들만 이끌고 몰래 빠져나가 고생고생하며 겨우 장안에 도착한다. 이 당시 연개소문에게 쫓겨가던 당태종이 지나던 고을마다 설화들이 남아있어 그때의 비참한 상황들을 잘 말해준다.
요동성 해성(海城)역사소설 의용군연의(義勇軍演義)에는 당태종이 진흙뻘인 어니하(淤泥河)에 빠져서 사로잡히자 연개소문이 당태종에게 항복문서를 작성하라는 명령을 내리는 장면도 나온다. 처음 출정할 때 10만에다 그 뒤 지원군까지 합해 50만정도가 고구려 정벌에 동원된 것으로 추정되는데 장안에 도착한 수는 불과 몇 천명 밖에 되지 않았다고 당서(唐書)에도 기록되어 있다. 연개소문은 북경근처까지 추격했다는 기록도 있는데 당군의 재침에 대비하고 장차 중원공략의 전진기지로 삼기 위해 도처에 성을 쌓아 요새를 만드는 한편 주민들까지 이주시켜 살게 한다. 이때 생긴 성들이 청나라 말기까지 남아 고려성(高麗城)이라 불렸다. 당나라 사람 번한(樊漢)이 지은 고려성 회고시(高麗城懷古詩)가 지금까지 전해온다. 고려(高麗)라는 말은 고구려(高句麗)를 가리키는 말로 과거 중국에서 일반적으로 그렇게 불렀다. 태조 왕건이 세운 고려와는 구별된다.

## 같이 보기
- 연개소문
- 당태종(이세민)
- 안시성